# Best practice
Best practice (bästa praxis) är en praxis som är framtagen, testad, införd, fungerar och används samt är bedömd av experter inom ett visst område som den bästa tillgängliga arbetsmetoden och som bland annat uppfyller lagliga och etiska krav. En praxis kan vara olika företeelser, t.ex. en process, ett avtal, en rutin, ett förhållningssätt. Ordet "best" kan översättas med "bästa" men även med "smart" eller "god".
En best practice är dock i ständig förändring enligt utvecklingen inom det särskilda området. Kritik har därför riktats mot företeelsen mot vem som egentligen avgör vad som är "bäst". 

Författaren Michael Quinn Patton skämtar i sin bok om kvalitativ forskning och utvärderingsmetoder att "the only best practice in which I have complete confidence is avoiding the label 'best practice"   och utvecklar vidare: 
The allure and seduction of best-practice thinking poisons genuine dialogue about both what we know and the limitations of what we know. [...] That modeling of and nurturing deliberative, inclusive, and, yes, humble dialogue may make a greater contribution to societal welfare than the search for generalizable, "best-practice" findings – conclusions that risk becoming the latest rigid orthodoxies even as they are becoming outdated anyway.
Quinn föreslår att undvika att fråga vad som är "bäst" och menar att en mer nyanserad fråga om förhållanden och samband istället bör ställas. Han föreslår att mindre övergeneraliserande ord bör användas istället, som "bättre", "effektiv" eller "lovande".
En viktig strategisk uppgift är att kunna bedöma vilken best practice som är lämplig för en organisations verksamhet och balansera en organisations unika kännetecken mot  gemensamma praktiska rutiner i branschen.
En best practice kan användas för att upprätthålla kvalitet i en arbetsprocess som ett alternativ till obligatoriska tvingande standarder och vara en del av ett självreglerande arbetssätt eller "benchmarking", riktmärkning. Best practice är en del av ackrediterade ledningsstandarder såsom ISO 14001 och ISO 9000.